# Haruna (1913)
Haruna (jap. 榛名 Haruna) – krążownik liniowy Japońskiej Marynarki Wojennej, przebudowany następnie do postaci pancernika i od 1940 klasyfikowany jako szybki pancernik, należący do typu Kongō. Służył podczas I i II wojny światowej, zatopiony po ciężkim bombardowaniu 24 lipca 1945 w bazie morskiej w Kure. Nazwa pochodzi od wulkanu Haruna w prefekturze Gunma.

## Budowa
„Haruna” zbudowany został jako czwarty i ostatni okręt typu Kongō (a trzeci zbudowany w Japonii), w stoczni Kawasaki w Kobe. Stępkę okrętu położono 16 marca 1912, kadłub wodowano 14 grudnia 1913, a okręt wszedł do służby 19 kwietnia 1915.

## Modernizacje
Okręt podlegał po I wojnie światowej szeregowi gruntownych modernizacji, podobnie jak inne okręty typu, opisanych bliżej w artykule o typie Kongō. Już w 1920 zwiększono donośność dział z 25 800 m do 29 000 m przez zwiększenie kąta ich podniesienia z 25° do 33°.
W latach 1926–1928 okręt poddano pierwszej dużej modernizacji (rekonstrukcji) w stoczni w Yokosuka. Zwiększono wówczas grubość poziomego opancerzenia – pokładu pancernego, nad siłownią do 80 mm i nad komorami amunicyjnymi do 120 mm, a także dachów wież i barbet, dodając ok. 3600 ton pancerza. W celu zwiększenia odporności przeciw wybuchom podwodnym, dodano na burtach dodatkowe przedziały przeciwtorpedowe – „bąble”, zwiększające szerokość o ponad metr. Usunięto 4 podwodne wyrzutnie torpedowe. Stare kotły w liczbie 36 opalanych węglem zamieniono na 6 nowszych oraz na 10 opalanych olejem, o większej wydajności, co pociągnęło za sobą zlikwidowanie jednej kotłowni i dziobowego komina, zmniejszając liczbę kominów do dwóch. Wyporność standardowa okrętu wzrosła z 26 330 do 29 330 t, przy czym prędkość spadła w niewielkim stopniu, do 26 w. Utworzono miejsce dla trzech wodnosamolotów. W lipcu 1928 „Harunę” przeklasyfikowano z krążownika liniowego na pancernik.
1 lipca 1933 w Kure rozpoczęto kolejną modyfikację okrętu. Rozbudowano znacznie wzwyż nadbudówkę dziobową, wokół trójnożnego masztu, która przyjęła charakterystyczną dla japońskich modernizowanych pancerników formę wysokiej wieży o nieregularnym kształcie (tzw. „pagody”). 16 kotłów zastąpiono 11 nowymi kotłami Kampon opalanymi mazutem, co pozwoliło na uzyskanie ponad dwukrotnie większej mocy – 136 000 KM siłowni przy podobnych rozmiarach i mniejszej masie. W celu zwiększenia prędkości, oprócz większej mocy siłowni, zoptymalizowano kształt kadłuba, wydłużając rufę okrętu o 7,6 m. Działania te spowodowały przyrost prędkości do 30,5 w. Ponownie zwiększono kąt podniesienia dział do 43°, przez co zwiększono ich donośność z 29 000 m do 33 000 m. Zwiększono również z 15° do 30° kąt podniesienia dział artylerii średniej 152 mm umieszczonych w kazamatach i ich donośność, zmniejszając przy tym ich liczbę do 14. Wzmocniono uzbrojenie plot, zamieniając działa 76 mm na cztery podwójne stanowiska dział uniwersalnych 127 mm i cztery działka automatyczne 40 mm. „Harunę” wyposażono w katapultę dla wodnosamolotów rozpoznawczych i 2-3 wodnosamoloty Nakajima E4N2.
W 1936 przestarzałe działka plot 40 mm i wkmy 13,2 mm zamieniono na 10 podwójnie sprzężonych działek 25 mm Typ 96. Wodnosamoloty zamieniono na 2 Nakajima E8N1 („Dave”) i 1 Kawanishi E7K1 („Alf”).
W 1943 zamontowano dodatkowe działka przeciwlotnicze kalibru 25 mm w miejsce 6 dział kalibru 152 mm.

## Służba

### Przed II wojną światową
19 kwietnia 1915 „Haruna” został formalnie wcielony do służby. Dowództwo objął kapitan Kajishiro Funakoshi, który poprzednio kierował wyposażeniem okrętu po zwodowaniu. Po ośmiu miesiącach prób „Haruna” został przydzielony do 3. dywizjonu okrętów liniowych Drugiej Floty, bazując w Sasebo. Następowały częste zmiany dowódców. Po przystąpieniu Japonii do I wojny światowej po stronie ententy, okręt operował kilkakrotnie od 1916 na wodach Chin, bez akcji bojowych. Od grudnia 1917 był przeniesiony do rezerwy.
12 września 1920 podczas ćwiczeń artyleryjskich w okolicach Hokkaido doszło na okręcie do eksplozji, która zniszczyła prawoburtowe działo artylerii głównej z wieży nr 1, zabijając 7 ludzi. Późniejsze dochodzenie wykazało, że spowodowała do wada zapalnika, który zbyt wcześnie zapalił ładunki prochowe. Po trzech miesiącach „Haruna” powrócił do służby.

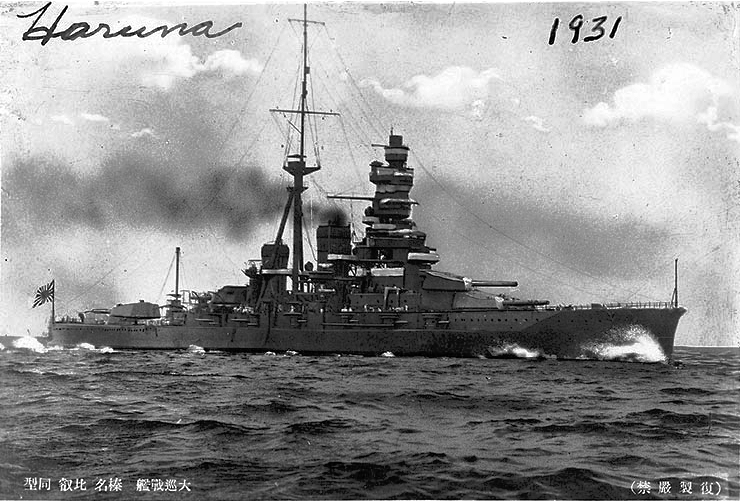
Haruna w 1931

W okresie międzywojennym następowały częste zmiany dowódców. Od 1926 do 1928 nastąpiła pierwsza modyfikacja okrętu, po której został sklasyfikowany jako pancernik. 10 grudnia 1924 przydzielono okręt do 4. dywizjonu okrętów liniowych 2. Floty. Od 1 lutego 1929 służbę na „Harunie” pełnił młodszy brat cesarza Hirohito, książę Takamatsu. Do grudnia 1930 okręt operował między Sasebo i Port Artur. Od 30 listopada 1929 należał do 1. dywizjonu okrętów liniowych 1. Floty. Od grudnia 1930 przesunięty do rezerwy, przywrócony do aktywnej służby od 30 maja do 20 sierpnia 1933, następnie poddany drugiej zasadniczej modyfikacji w Kure.
Od 1 sierpnia 1936 „Haruna” został przydzielony do 3. dywizjonu okrętów liniowych 1. Floty. W 1937, po wybuchu wojny chińsko-japońskiej był używany do transportu wojska, a od 1 grudnia 1937 do 15 listopada 1939 znowu został przeniesiony do rezerwy. Na początku 1940 przeszedł do bazy w Takao na Formozie.

### 1941 i 1942
„Haruna” opuścił wody japońskie w listopadzie 1941, aby wziąć udział w początkach wojny na Pacyfiku. Wraz z bliźniaczym „Kongō” należał do południowej (malajskiej) części sił głównych pod dowództwem wiceadmirała Nobutake Kondō. Uczestniczył w inwazji na posiadłości brytyjskie w Indochinach. Po bitwie pod Kuantanem eskortował japońskie konwoje na Malaje i Filipiny. 25 grudnia 1941 powrócił na Formozę.
18 stycznia 1942, wraz z pozostałymi siłami adm. Kondō, przybył do Palau, by osłaniać japońską inwazję na Borneo i Holenderskie Indie Wschodnie. Razem z krążownikiem „Maya” i lotniskowcami „Hiryū” i „Sōryū” działał na wschód od Mindanao, następnie powrócił do Palau 18 lutego, a 25 lutego ochraniał ataki lotnicze na Jawę. 7 marca ostrzeliwał Wyspę Bożego Narodzenia. W kwietniu wziął udział w rajdzie na Ocean Indyjski pod dowództwem wiceadm. Chūichi Nagumo. 5 kwietnia uczestniczył w ataku na Kolombo. 9 kwietnia samolot rozpoznawczy z „Haruny” wypatrzył brytyjski lotniskowiec „Hermes”, który następnie został zatopiony przez japońskie samoloty. 23 kwietnia okręt powrócił do Japonii dla przeglądu i napraw.
29 maja wraz z bliźniaczym „Kirishimą” „Haruna” wyruszył z siłami wiceadm. Nagumo, by 4 i 5 czerwca wziąć udział w bitwie pod Midway. Był celem wielu ataków lotniczych, ale odniósł tylko niewielkie uszkodzenia. Wziął na pokład rozbitków z czterech zatopionych lotniskowców japońskich i powrócił do Japonii. Pozostał tam do września.
6 września został przebazowany na wyspy Truk. 13 października podczas walk o Guadalcanal razem z „Kongō” ostrzeliwał lotnisko Henderson Field. Pancerniki wystrzeliły 918 pocisków 356 mm, niszcząc 48 samolotów i ciężko uszkadzając lotnisko. 26 października, w czasie bitwy koło wysp Santa Cruz „Haruna” był bezskutecznie atakowany przez łódź latającą Catalina. Następnie 3 dywizjon okrętów liniowych powrócił do Truk.

### 1943
W styczniu 1943 „Haruna” uczestniczył w Operacji Ke, osłaniając ewakuację żołnierzy japońskich z Guadalcanalu. W lutym przeszedł z Truk do Kure. W maju miał wziąć udział w odsieczy dla wyspy Attu, ale ta padła, zanim flotylla japońska wyruszyła. 18 września wziął w udział w kontrataku za amerykańskie rajdy na atol Eniwetok, a 17 października w podobnej operacji w odpowiedzi na atak na wyspę Wake. W obu przypadkach nie nawiązano kontaktu z nieprzyjacielem.

### 1944
W maju 1944 „Haruna” opuścił Japonię i przeniósł się do Lingga na południe od Singapuru. W składzie floty wiceadm. Jisaburō Ozawy wziął udział w bitwie na Morzu Filipińskim, gdzie osłaniał lotniskowce. Okręt otrzymał trafienie 230 kg bombą. Po naprawie w Japonii powrócił do Lingga.
Podczas bitwy w Zatoce Leyte w październiku „Haruna” wchodził w skład sił wiceadm. Takeo Kurity. W bitwie na morzu Sibuyan 24 października odniósł lekkie uszkodzenia. Podczas bitwy koło wyspy Samar następnego dnia pociski „Haruny” spowodowały uszkodzenia amerykańskich lotniskowców eskortowych „White Plains” i „Fanshaw Bay”.
22 listopada „Haruna” wszedł na rafę koralową koło Linggi, co spowodowało konieczność naprawy w stoczni w Japonii. 2 grudnia, w drodze powrotnej był zaatakowany przez amerykański okręt podwodny USS Cavalla, ale uniknął torped. Na koniec tego roku przeszedł ponownie do Kure.

### 1945

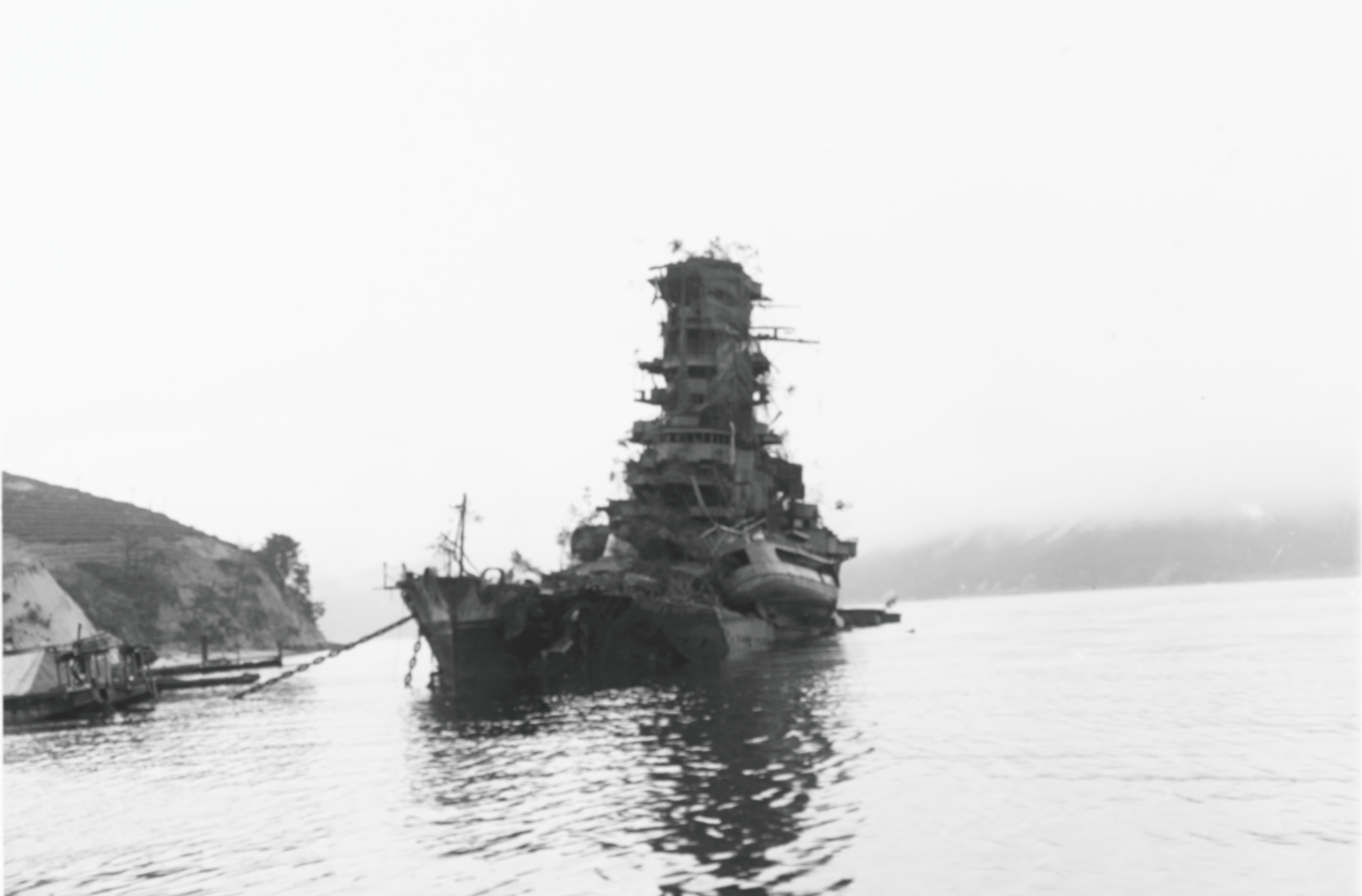
Haruna osiadły na stępce na dnie po ataku lotniczym 28 lipca 1945

Od 1 stycznia 1945 „Haruna” nie należał do rozwiązanego 3. dywizjonu, lecz do 1 dywizjonu okrętów liniowych. 10 lutego został przydzielony do Morskiego Rejonu Kure. 19 marca został lekko uszkodzony po trafieniu bombą podczas ataku lotniczego. 24 lipca zaczęły się kolejne ataki, które tego dnia spowodowały uszkodzenie „Haruny” i zatopienie pancernika „Hyūga”. 28 lipca kolejny atak spowodował trafienie 8 bombami, po których okręt osiadł na dnie na równej stępce o godz. 16.15. Podczas tych dwóch ataków 65 osób z załogi „Haruny” zginęło.
Wrak okrętu podniesiono z dna w 1946, a złomowano do 1948.

## Dane techniczne
Szczegółowe dane i opis konstrukcji w artykule głównym okręty liniowe typu Kongō.
po zbudowaniu:
- wyporność:
  - standardowa: 26 330 t
  - pełna: 28 700 t
- wymiary:
  - długość: 214,9 m
  - szerokość: 28 m
  - zanurzenie: 8,4 m
- napęd: 4 turbiny parowe o mocy łącznej 64 000 KM, 36 kotłów parowych o mieszanym opalaniu, 4 śruby
- prędkość maksymalna: 27,5 w
- zasięg: 8000 mil morskich przy prędkości 14 w
- zapas paliwa: 4230 t (węgiel) i 1000 t (ropa)
- załoga: 1221

po modernizacji w 1934:
- wyporność:
  - standardowa: 32 156 t
  - pełna: 36 023 t
- wymiary:
  - długość całkowita: 222 m
  - długość na linii wodnej: 219,5 m
  - szerokość: 31 m
  - zanurzenie: 9,7 m
- napęd: 4 turbiny parowe o mocy łącznej 136 000 KM, 11 kotłów parowych Kampon(inne języki), 4 śruby
- prędkość maksymalna: 30,5 w
- zasięg: 9800 mil morskich przy prędkości 18 w
- zapas paliwa: 6330 t. (mazut)
- załoga: 1437

### Uzbrojenie i wyposażenie
po wejściu do służby:
- 8 dział kalibru 356 mm w wieżach dwudziałowych (4xII)
  - długość lufy L/45 (45 kalibrów), donośność maksymalna? m, kąt podniesienia 25°, masa pocisku 635 kg.
- 16 dział 152 mm w kazamatach (16xI)
- 4-8 dział przeciwlotniczych 76,2 mm (nominalnie kaliber 8 cm, dodane ok. 1918)
- 8 podwodnych wyrzutni torpedowych 533 mm

po modernizacji: 1933-1942:
- 8 dział 356 mm w wieżach dwudziałowych (4xII)
  - długość lufy L/45, donośność maksymalna 33 000 m (inne dane: 35 450 m), kąt podniesienia 43°, masa pocisku 622–673,5 kg.
- 14 dział 152 mm w kazamatach (14xI)
- 8 dział uniwersalnych 127 mm (4xII)
- 20 działek przeciwlotniczych 25 mm Typ 96 (10xII) (liczba zwiększana w latach 1943–1944, maksymalnie do 94 – 117)
- 3 wodnosamoloty: 2 Nakajima E8N i 1 Kawanishi E7K, późn. Aichi E13A i Mitsubishi F1M, 1 katapulta

Opancerzenie:
- pas burtowy: 203 – 76 mm
- wewnętrzny pokład pancerny: 120 – 80 mm (po modernizacji)
- wieże i barbety: do 229 mm
- kazamaty: 152 mm
- masa pancerza: 10 732 t. (po modernizacji)